# چیکو ناکانیشی
چیکو ناکانیشی (انگلیسی: Chieko Nakanishi؛ زادهٔ ۲۴ اوت ۱۹۶۶) بازیکن والیبال زن اهل ژاپن بود.